# Poliopogon amadou
Poliopogon amadou är en svampdjursart som beskrevs av Thomson 1873. Poliopogon amadou ingår i släktet Poliopogon och familjen Pheronematidae.

## Underarter
Arten delas in i följande underarter:
- P. a. pacifica
- P. a. amadou